# Celine Fariala Mangaza
Celine Fariala Mangaza (Mama Leki, geb. 27. August 1967, Bukavu, République du Congo (Léopoldville); gest. 28. Mai 2020, Bukavu, Demokratische Republik Kongo) war eine Aktivistin für Behindertenrechte in der Demokratischen Republik Kongo.

## Leben
Mangaza wurde am 27. August 1967 in Bukavu in der République du Congo – Léopoldville (heute Demokratische Republik Kongo) geboren. Sie erkrankte im Alter von drei Jahren an Polio. Trotz der körperlichen Einschränkungen durch diese Krankheit und entgegen verbreiteter Traditionen, dass Mädchen keine Schule besuchten, ging sie ab 1974 zur Schule und erhielt Unterricht bis zur sechsten Klasse, als sie die Schule verließ, um als Schneiderin zu arbeiten. Sie gründete 2006 ihr eigenes Trainingszentrum für Frauen mit Behinderungen, die Association for the Wellness of Handicapped Women (französisch Association d’Encadrement pour la Promotion Integrale des Femmes Vivant Handicap). Sie war auch Vizepräsidentin von Safeco, einer NGO in Bukavu, welche Frauen im Kongo digitale Fähigkeiten vermittelt.

## Familie
Leki bedeutet in Lingala „Tante“ und zeigt den Respekt der Menschen in ihrer Umgebung.
Sie heiratete 1994 Fidel Batumike. Das Paar hatte vier Kinder. Am 28. Mai 2020 verstarb Mangaza nach Annahmen von Medizinern aufgrund von COVID-19, während der COVID-19-Pandemie in der Demokratischen Republik Kongo.